# Gento (syn Genzeryka)
Gento, Genton (V w. n.e.) – drugi syn Genzeryka, króla Wandalów.
Odgrywał istotną rolę u boku swego ojca. Może o tym świadczyć wymienienie go przez Prokopiusza z Cezarei wśród imion uczestników bitwy morskiej pod Kartaginą (468) w której Wandalowie walczyli z ekspedycją cesarstwa wschodniorzymskiego, pod wodzą Basiliskosa, szwagra cesarza Leona I. Gento dowodził częścią lub całością floty wandalskiej. Być może w podobnym charakterze uczestniczył także w innych kampaniach ojca. Możliwe, że błędna informacja w kronice Hydacjusza jakoby to on poślubił Eudocję, córkę cesarza Walentyniana III, również jest odbiciem jego ważnej roli w państwie.
Wedle relacji Prokopiusza Gento podczas bitwy pod Kartaginą nabrał podziwu dla waleczności jednego z rzymskich dowódców, Jana. Gdy okręt Rzymianina zaczął tonąć, ten wskoczył do morza, a wówczas syn Genezeryka zaproponował mu pomoc i zagwarantował bezpieczeństwo. Jednak Jan odmówił i utonął, obciążony zbroją.
Gento zmarł jeszcze za życia swego ojca. Pozostawił po sobie kilku synów. Najstarszy z nich, Godagis padł ofiarą prześladowań ze strony swojego stryja i nowego króla Huneryka. Ten w 481 lub 482 roku zaczął eliminować pretendentów do tronu, pragnąc zapewnić go swemu synowi, Hilderykowi, co było niezgodne z zasadą sukcesji, ustanowioną przez Genezeryka, wedle której królem zostawał najstarszy mężczyzna spośród rodu Hasdingów. Godagis z żoną zostali skazani na wygnanie, ich dalsze losy pozostają nieznane. Represje przeżyli kolejni synowie Genty, Guntamund oraz Trasamund, którzy panowali po Huneryku (odpowiednio w latach 484–496 i 496–523), jak również Gelaris. Ten ostatni prawdopodobnie był młodszy od Hilderyka, możliwe więc, że nie dotknęły go żadne prześladowania. Synem Genty mógł też być Geilarith, ojciec Gelimera, ostatniego władcy Wandalów.